# Hanseviertel (Hamburg)
El Hanseviertel és una galeria comercial al centre d'Hamburg. Situada entre la Poststraße i Große Bleichen, va ser inaugurada el 14 de novembre de 1980. La superfície de 9.000 m² va ser construïda i va ser propietat d'Allianz Lebensversicherungs-AG, que l'agost de 2018 va vendre la galeria al grup nord-americà CBRE. El complex d'edificis inclou a més un hotel, oficines, apartaments i un garatge i té una superfície total de 45.000 m².
El barri és considerat com un model important de la postmodernitat. L'arquitectura es basa en la tradició de maó d'Hamburg, a diferència d'altres centres comercials actuals, com ara el Mellinpassage a l'Alsterarkaden. El Hanseviertel és un edifici catalogat des del gener de 2018. Hi havia plans de demolició de la zona, contra els quals hi va haver protesta ciutadana.

## Història
L'edifici es va construir sobre 30 antigues parcel·les individuals, on fins i tot hi havia una ruïna de guerra i es va acabar el 27 de juny de 1980, però no va obrir al públic fins al 14 de novembre, després de dos anys i mig d'obres. Un any més tard es va inaugurar l'hotel i, el 1983, l'aparcament. Segons la Cambra de Comerç d'Hamburg, el nombre de visitants el 1983 era d'uns 20.000 al dia.
El novembre de 2017 es va publicar que el Hanseviertel havia de ser enderrocat perquè ja no era rendible. Es va projectar un complex molt més elevat amb comerços, oficines i uns 100 habitatges, trenta dels quals socials. Tanmateix, el fet d'haver estat catalogat com a monument va poder evitar-ne l'enderroc.

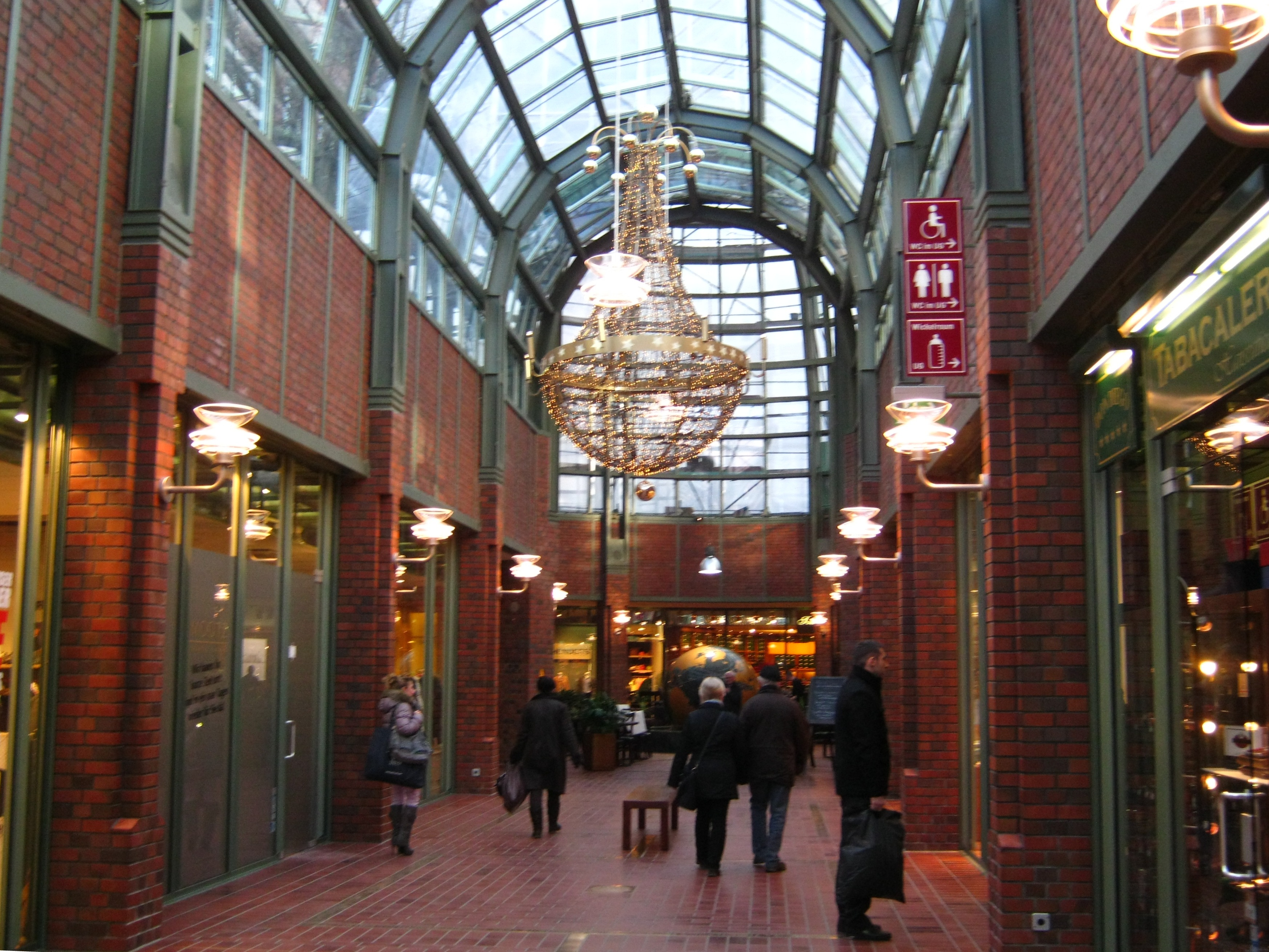
Passatge dins del Hanseviertel (2013)

L'entrada principal es troba als carrers de Poststraße i Große Bleichen sota una construcció còncava feta de clínquer vermell i maons i complementada amb un carilló de vint-i-tres campanes de bronze. L'arquitecte d'Hamburg Volkwin Marg de l'oficina Meinhard von Gerkan, Volkwin Marg und Partner va cobrir tot el passatge amb finestres de cúpula de vidre, que s'arquen en sobre una rotonda com una construcció de vidre i acer. Avui dia hom pot trobar sobre la rotonda un globus de granit flotant. Les bases estan incrustades amb inscripcions i escuts de llautó.

## Ús
El complex arquitectònic del Hanseviertel, de 45.000 m², té 60 botigues, quatre restaurants, un aparcament de 440 places, 51 oficines, 16 apartaments i la ja esmentada galeria comercial de 9.000 m². El conjunt també inclou la casa Broschek, edifici auxiliar de 10.000 m² en el qual hom hi troba l'Hotel Renaissance Hamburg del grup Marriott.